# Шајло (округ Монтгомери, Охајо)
Шајло (енгл. Shiloh, Montgomery County) град је у америчкој савезној држави Охајо.

## Демографија
По попису из 2000. године број становника је 11.272.
| Група             | 2000.         | 2010.    |
| Белци             | 6.873 (61,0%) | 0 (0,0%) |
| Афроамериканци    | 3.937 (34,9%) | 0 (0,0%) |
| Азијати           | 78 (0,7%)     | 0 (0,0%) |
| Хиспаноамериканци | 130 (1,2%)    | 0 (0,0%) |
| Укупно            | 11.272        | 0        |